# St. Michael (Knaphoscheid)

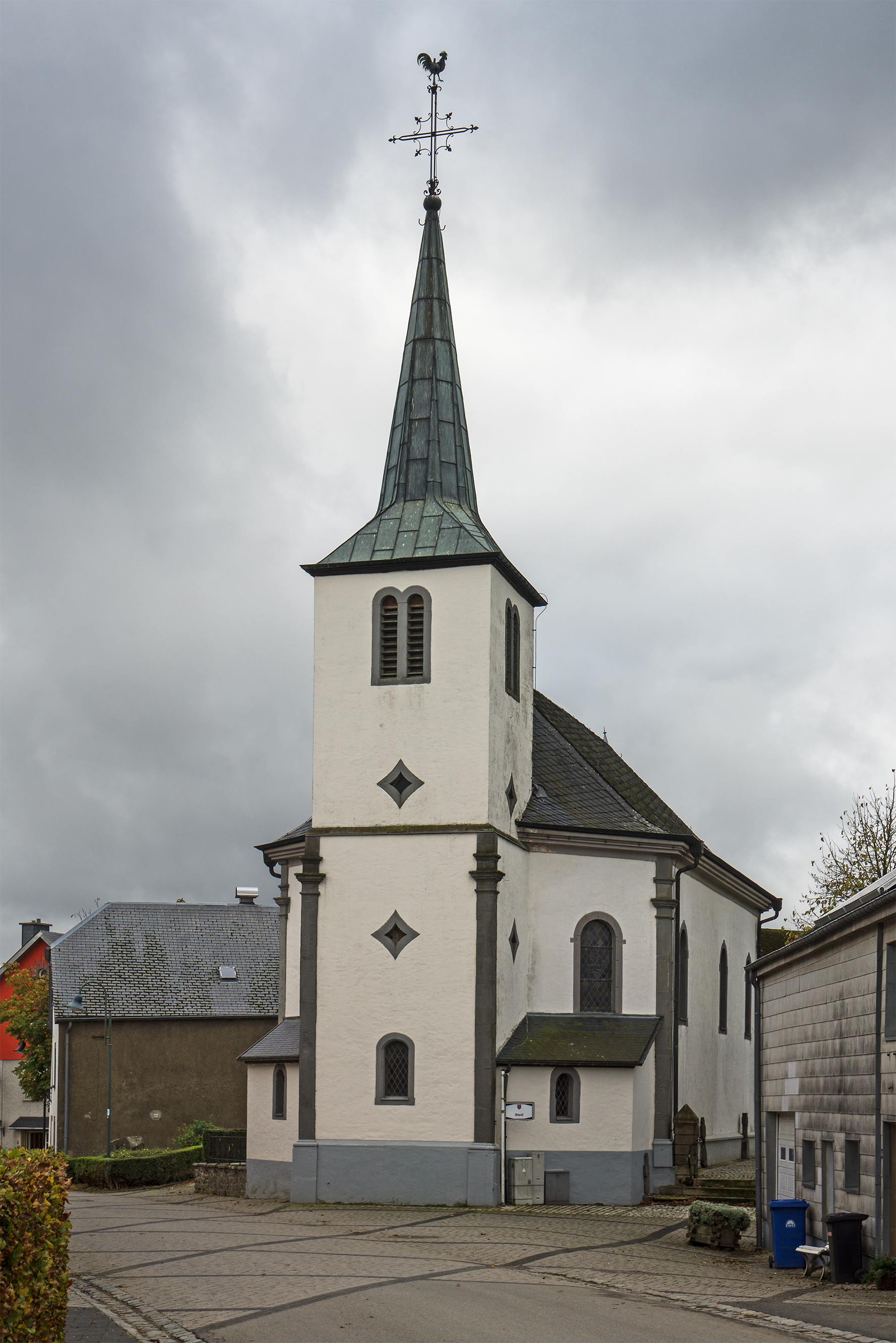
St. Michael

St. Michael in Knaphoscheid im Großherzogtum Luxemburg ist eine römisch-katholische Kirche. Die Pfarrei Wiltz gehört zum Dekanat Nord des Erzbistums Luxemburg.

## Geschichte
Die Kapelle in Knaphoscheid wurde laut Gedenkstein 1765 erbaut. Sie gehörte bis Anfang des 19. Jahrhunderts zur damaligen Pfarrei Eschweiler. Im Jahre 1808 wurde ein kaiserliches Dekret vom 30. September 1807 umgesetzt, das Knaphoscheid und Selscheid zu einer eigenen Pfarrei erklärte. Dadurch konnte die Kapelle unter den Schutz des Erzengels Michael gestellt und zur Pfarrkirche erhoben werden. 1881 wurde die St. Michael erweitert und 1973/1974 renoviert.
Am 17. November 1969 wurde die Kirche als Nationaldenkmal eingestuft.

## Beschreibung
Das Gewölbe der Kirche ist mit Rokokostuckaturen verziert. Bei der Renovierung 1973/74 wurden die Seitenaltäre an den Seiten des Kirchenschiffs angebracht. Auf der rechten Seite sind Abraham und Isaak dargestellt, auf der linken Seite eine Mondsichelmadonna. Zwei figürliche Fenster von Jean Zanter zeigen die Heiligen Willibrord und Donatus. Zum Kirchenschatz von Knaphoscheid gehören eine Monstranz und ein Kreuzreliquiar. Die Kirche besitzt zwei Glocken, von denen die große im Jahre 1865 und die kleine im Jahre 1844 gegossen wurde.